# Boulevard Georges-Clemenceau (Courbevoie)
Pour les articles homonymes, voir Boulevard Georges-Clemenceau.
Le boulevard Georges-Clemenceau est une importante artère de Courbevoie, dans le département des Hauts-de-Seine, en France. Il relie le pont de Levallois et le rond-point Jean-Mermoz à la place de Belgique, dans le quartier Bécon.

## Situation et accès

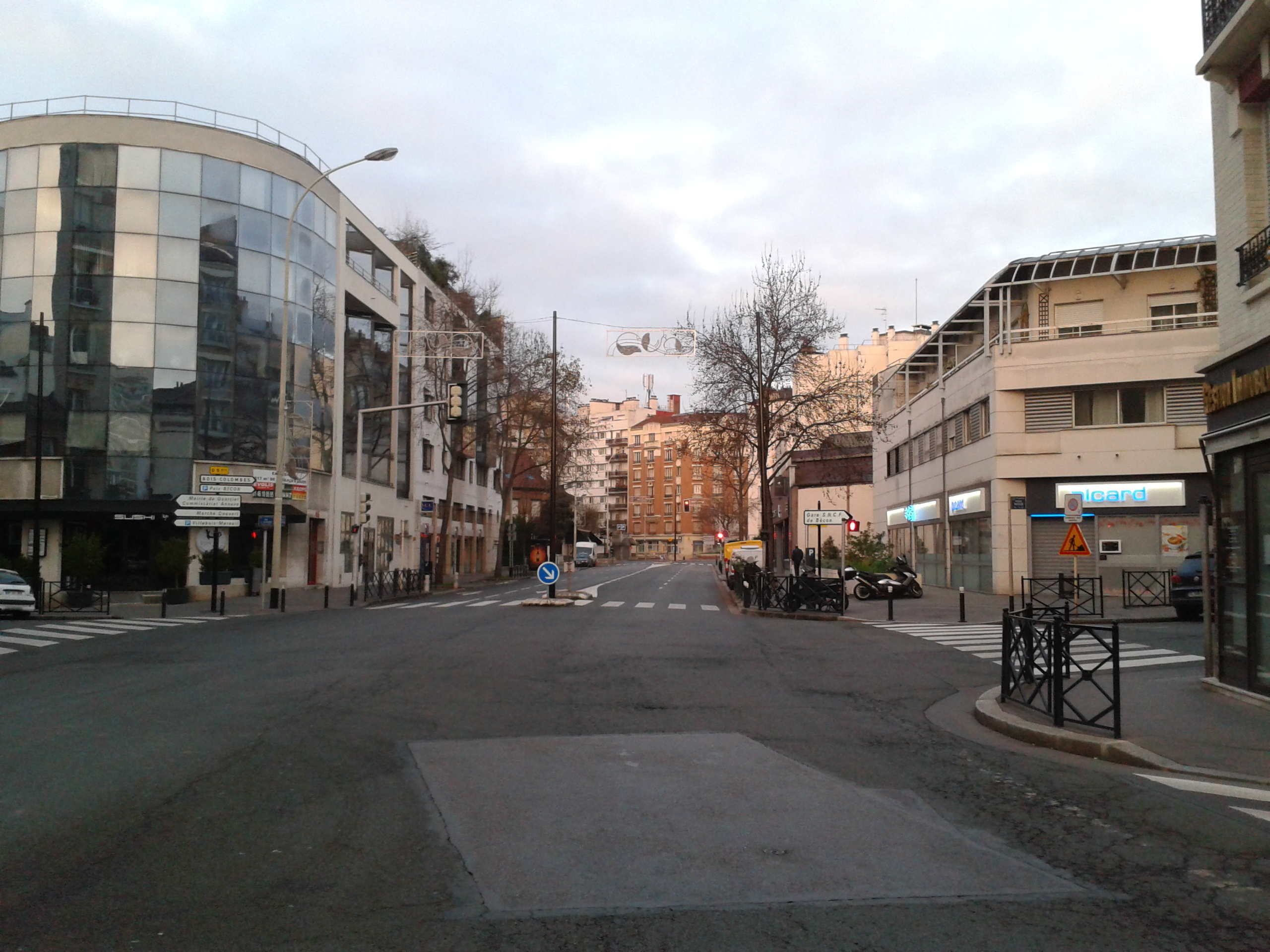
Le boulevard en 2015.

Partant du nord-ouest, il passe le carrefour de l'avenue Pasteur et de la rue Armand-Silvestre, puis traverse l'avenue Malvesin, et se termine place Jean-Mermoz, où se rencontrent la rue Adolphe-Lalyre (anciennement rue Mathilde),  le boulevard Saint-Denis et l'avenue du 11-Novembre. Il suit la route départementale D 9B.
Sa desserte est assurée par la gare de Bécon-les-Bruyères.

## Origine du nom
Il a été nommé en hommage à Georges Clemenceau surnommé Le Tigre, homme politique français, chef du gouvernement pendant la Première Guerre mondiale et principal artisan de la victoire en 1918.

## Historique

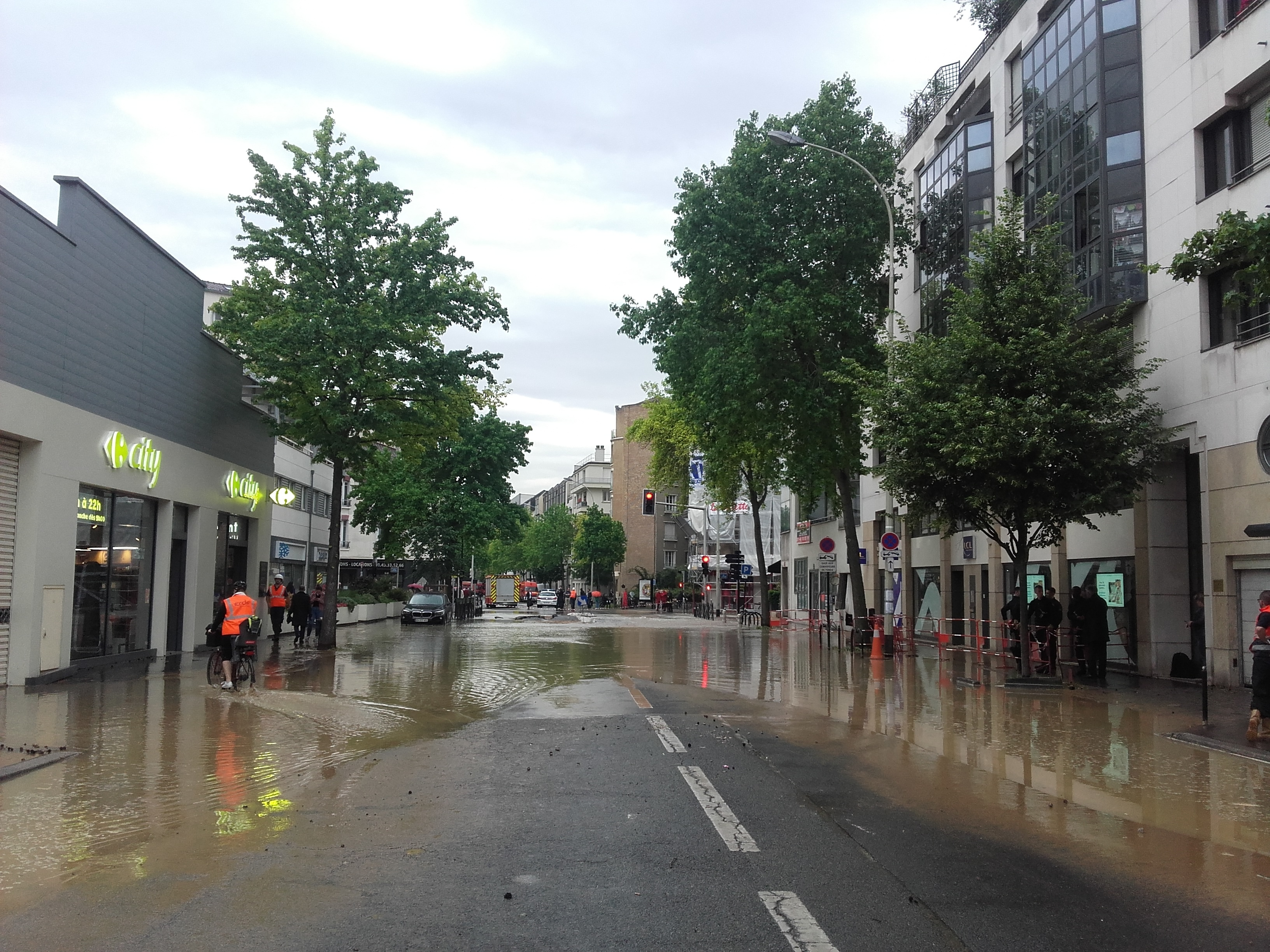
Une inondation le 4 avril 2019.

Ce boulevard est créé à la fin des années 1930 par André Grisoni, maire de la commune, en perçant à travers un ancien bâti.
En juin 2016, il est l'épicentre d'une inondation record, lorsque des canalisations d'eau potable sont rompues, soulevant par endroits la chaussée,.

## Bâtiments remarquables et lieux de mémoire
- Square de l'Étendard, aménagé de 2012 à 2013[5].